# Olena Jomrova
Olena Mykolaivna Jomrova –en ucraniano, Олена Миколаївна Хомрова– (Mykolaiv, 16 de mayo de 1987) es una deportista ucraniana que compitió en esgrima, especialista en la modalidad de sable.
Participó en los Juegos Olímpicos de Pekín 2008, obteniendo una medalla de oro en la prueba por equipos (junto con Olha Jarlan, Halyna Pundyk y Olha Zhovnir) y el octavo lugar en la prueba individual.
Ganó 6 medallas en el Campeonato Mundial de Esgrima entre los años 2007 y 2012, y 8 medallas en el Campeonato Europeo de Esgrima entre los años 2005 y 2012.

## Palmarés internacional
| Juegos Olímpicos   | Juegos Olímpicos        | Juegos Olímpicos  | Juegos Olímpicos  |
| Año                | Lugar                   | Medalla           | Prueba            |
| ------------------ | ----------------------- | ----------------- | ----------------- |
| 2008               | Pekín (China)           | Medalla de oro    | Sable por equipos |
| Campeonato Mundial |                         |                   |                   |
| Año                | Lugar                   | Medalla           | Prueba            |
| 2007               | San Petersburgo (Rusia) | Medalla de plata  | Sable por equipos |
| 2009               | Antalya (Turquía)       | Medalla de oro    | Sable por equipos |
| 2010               | París (Francia)         | Medalla de plata  | Sable por equipos |
| 2010               | París (Francia)         | Medalla de bronce | Sable individual  |
| 2011               | Catania (Italia)        | Medalla de plata  | Sable por equipos |
| 2012               | Kiev (Ucrania)          | Medalla de plata  | Sable por equipos |
| Campeonato Europeo |                         |                   |                   |
| Año                | Lugar                   | Medalla           | Prueba            |
| 2005               | Zalaegerszeg (Hungría)  | Medalla de bronce | Sable por equipos |
| 2007               | Gante (Bélgica)         | Medalla de plata  | Sable por equipos |
| 2007               | Gante (Bélgica)         | Medalla de bronce | Sable individual  |
| 2008               | Kiev (Ucrania)          | Medalla de plata  | Sable por equipos |
| 2009               | Plovdiv (Bulgaria)      | Medalla de oro    | Sable por equipos |
| 2010               | Leipzig (Alemania)      | Medalla de oro    | Sable por equipos |
| 2011               | Sheffield (Reino Unido) | Medalla de plata  | Sable por equipos |
| 2012               | Legnano (Italia)        | Medalla de plata  | Sable por equipos |